# Wasserkraftwerk Guadalupe IV
Das Wasserkraftwerk Guadalupe IV (span. Central hidroeléctrica Guadalupe IV oder Central hidroeléctrica Diego Calle Restrepo) befindet sich am linken Flussufer des Río Guadalupe, etwa einen Kilometer oberhalb dessen Mündung in den Río Porce. Das Kraftwerk liegt im zentralen Norden Kolumbiens in der kolumbianischen Zentralkordillere knapp 80 km nordnordöstlich der Großstadt Medellín im Departamento de Antioquia.
Das Wasser gelangt von einem 22.000 m³ fassenden Ausgleichsbecken (⊙), welches sich direkt unterhalb des Wasserkraftwerks Guadalupe III befindet, über eine etwa 6,4 km lange Rohrleitung, die durch den Bergkamm oberhalb des rechten Flussufers verläuft sowie einer etwa 500 m langen Druckleitung, die den Fluss unterquert, zum Kraftwerk Guadalupe IV. Das Kraftwerk ging 1985 in Betrieb. Es löste die beiden Wasserkraftwerke Guadalupe I (40 MW) und Guadalupe II (10 MW) ab, die zur selben Zeit stillgelegt wurden.
Das Kraftwerk Guadalupe IV nutzt eine Fallhöhe von 417 m. Es verfügt über drei Francis-Turbinen, zwei mit 67 MW sowie eine mit 68 MW Leistung. Die Ausbauwassermenge beträgt 23,5 m³/s. Die durchschnittliche Jahresenergieproduktion beläuft sich auf 1205 GWh. Unterhalb des Wasserkraftwerks wird das Wasser wieder in den Fluss geleitet. 14 Kilometer flussabwärts befindet sich die Talsperre Porce III.